# Spontaneous Combustion
Pour les articles homonymes, voir Combustion spontanée.
Pour plus de détails, voir Fiche technique et Distribution.
Spontaneous Combustion, le Feu de l'au-delà ou Combustion spontanée au Québec est un film américain réalisé par Tobe Hooper et sorti en 1990.

## Synopsis
En 1955, Brian Bell et sa femme Peggy participent au « projet Samson ». Cette expérience menée par l'armée américaine dans le désert du Nevada vise à tester un nouveau vaccin contre les radiations d'une explosion atomique. Ils sont placés dans une casemate sous terre, en dessous du point d'impact d'une bombe A. L'expérience s'avère concluante. Quelques mois plus tard, Peggy accouche d'un petit garçon. Prénommé Sam, l'enfant voit le jour le 6 août 1955, soit 10 ans jour pour jour après le bombardement atomique d'Hiroshima.
Peu de temps après la naissance de Sam, Brian et Peggy meurent de combustion spontanée. Le nourrisson est alors placé sous la garde de Lew Orlander, responsable du « projet Samson ». Ce dernier le rebaptise David. Trente-cinq ans plus tard, David mène une vie tout à fait normale et enseigne dans un lycée, bien qu’il souffre depuis quelque temps de forts maux de tête. En parlant avec sa petite-amie Lisa, il apprend le décès d'Amy Whitaker, mystérieusement brûlée de l'intérieur, comme les parents de David. Or, un jour plus tôt, David avait eu une forte altercation avec elle. Il prend alors conscience de son pouvoir de pyrokinésie.

## Fiche technique
Sauf indication contraire, les informations mentionnées dans cette section peuvent être confirmées par la base de données cinématographiques IMDb,  présente dans la section « Liens externes ».
- Titre original : Spontaneous Combustion
- Titre français : Spontaneous Combustion, le Feu de l'au-delà[2] ou Combustion spontanée[3],[4]
- Titre québécois : Combustion spontanée
- Réalisation : Tobe Hooper
- Scénario : Tobe Hooper et Howard Goldberg, d'après une histoire de Tobe Hooper
- Musique : Graeme Revell
- Direction artistique : Richard N. McGuire
- Décors : Gene Abel
- Costumes : Carin Hooper
- Photographie : Levie Isaacks
- Montage : David Kern
- Production : Jim Rogers

Producteur associé : Sanford Hampton
Producteurs délégués : Henry Bushkin et Arthur Sarkissian
Coproducteur : Jerry Lambert
- Sociétés de production : Black Owl Productions, Project Samson et VOSC
- Sociétés de distribution : Taurus Entertainment Company (États-Unis), Astral Films (Canada)
- Budget : 5,5 millions de dollars[3]
- Pays de production :  États-Unis
- Langue originale : anglais
- Format : couleur - 1.85:1 - 35 mm
- Genre : horreur, science-fiction, thriller, drame
- Durée : 97 minutes
- Dates de sortie[5] :
  - États-Unis : 23 février 1990
- Classification[6] :
  - États-Unis : R

## Distribution
- Brad Dourif : Sam Kramer / David Bell
- Cynthia Bain : Lisa Wilcox
- Jon Cypher : Dr Marsh
- William Prince : Lew Orlander
- Melinda Dillon : Nina
- Dey Young : Rachel
- Stacy Edwards : Peggy Bell
- Brian Bremer : Brian Bell
- Barbara Leary : Amy Whitaker
- Michael Keys Hall : Dr Cagney
- Joe Mays : Dr Persons
- John Landis : le technicien radio
- André de Toth : Vandenmeer (non crédité)
- Dick Warlock : M. Fitzpatrick
- Tobe Hooper : l'homme allumant un cigare (caméo non crédité)

## Production
Après plusieurs films de studios notamment pour Cannon Group, Tobe Hooper revient au film à petit budget. Après avoir refusé de réaliser Leatherface : Massacre à la tronçonneuse 3, il signe un scénario dont la première ébauche est écrite en quelques jours seulement
Le tournage a lieu à Los Angeles. Il ne dure que trois semaines.

## Accueil

### Critique
Le magazine américain Spin publie une critique partagée : « personne ne fait de mauvais films aussi divertissants que délirants que Tobe Hooper, dont la carrière continue sa chute spectaculaire avec Spontaneous Combustion ». Dans son ouvrage Horror Films of the 1980s, John Kenneth Muir écrit à propos du film «  Spontaneous Combustion  commence sur une note élevée de créativité et d'esprit, mais s'enflamme rapidement. »
L'acteur Brad Dourif sera lui-même assez critique envers le film et sur le rôle des producteurs sur le montage final :

« Vous me voyez jouer avec le cœur dans des scènes qui ne fonctionnent pas, et la raison pour laquelle elles ne fonctionnent pas c'est que le film n'a pas de sens. C'en est presque drôle. En fait, plus mon jeu était bon dans certaines des scènes ultérieures, plus le film était drôle. Je me suis retrouvé à la merci de gens qui ne savaient pas ce qu'ils faisaient. Je ne devrais probablement pas dire cela, mais mon sentiment est que les producteurs l'ont détruit. Tobe aurait pu faire trois films différents avec le matériel dont il disposait, et chacun aurait fonctionné. Mais au moment où il l'a eu, c'était passé d'une histoire d'amour à un thriller à suspense sur le fantasme paranoïaque de mon personnage, à un film “un gars devient fou” sur ce tueur fou qui devient une force destructrice qui va anéantir l'humanité. Nous y sommes retournés et l'avons en quelque sorte restructuré comme une histoire d'amour, mais cela n'a pas vraiment aidé. Le début du film était génial, et une certaine partie de mes trucs allait bien, mais ensuite c'est devenu stupide quand tous les trucs de flamme ont commencé à se produire. »

— Brad Dourif, Fangoria (1990)

### Box-office
Sorti dans peu de pays, le film ne récolte que 50 367 $ aux États-Unis.

## Distinctions
Le film est présenté en compétition officielle au Fantasporto et concourt pour le prix du meilleur film.